# Bard Lučištník
Bard Lučištník je smyšlená postava z Tolkienovy knihy Hobit aneb cesta tam a zase zpátky.
Byl potomkem Giriona z Dolu. Zachránil Jezerní město před drakem Šmakem a účastnil se bitvy pěti armád. Uzavřel příměří s králem temného hvozdu Thranduilem, otcem Legolase z trilogie Pán prstenů, poté co bylo Jezerní město drakem Šmakem téměř zničeno. Elfové pak se znovuzrozením města pomáhali.